# Рас-Нуадібу
Рас-Нуадібу (араб. رأس نواذيبو) — вузький півострів на заході Африки довжиною близько 70 км. Крайня південна точка півострова — мис Кап-Блан або Кабо-Бланко (і французький, і іспанський варіанти перекладаються як «Білий мис» і раніше відносилися до усього Рас-Нуадібу).

## Історія
Першим європейцем, що дістався морем до мису Рас-Нуадібу став у 1441 році Нуну Тріштан, капітан португальського принца Енріке Мореплавця. Португальці назвали цей мис Білим мисом (порт. Capa Branca) через піщані дюни і відсутність рослинності.
Ще з часів колоніалізму півострів був розділений з півночі на південь. У 1900 році з'явився остаточний кордон — західна частина стала відноситися до іспанської колонії Ріо-де-Оро (сьогодні — Західна Сахара під контролем Марокко, східна — до Французької Західної Африці (нині — Мавританія).
Західно-Сахарська частина Рас-Нуадібу не контролюється жодною державою, яка на неї претендує. Доступ як з основної частини САДР, так і з боку Марокко обмежений значним за площею мінним полем, що починається з Марокканської стіни з півночі (21° 21' 99" пн. ш.) і закінчується мавританським блокпостом з півдня (21° 17' 66 пн. ш. 16° 58' 74 зх. д.), прибережний простір півострова періодично патрулюють марокканські військові. Найбільше місто західної частини — Лагуїра (Агуера). З часів іспанців залишилася автомобільна дорога (нині реконструйована і використовується для торгівлі між Марокко та Мавританією).

## Колонія тюленів-монахів

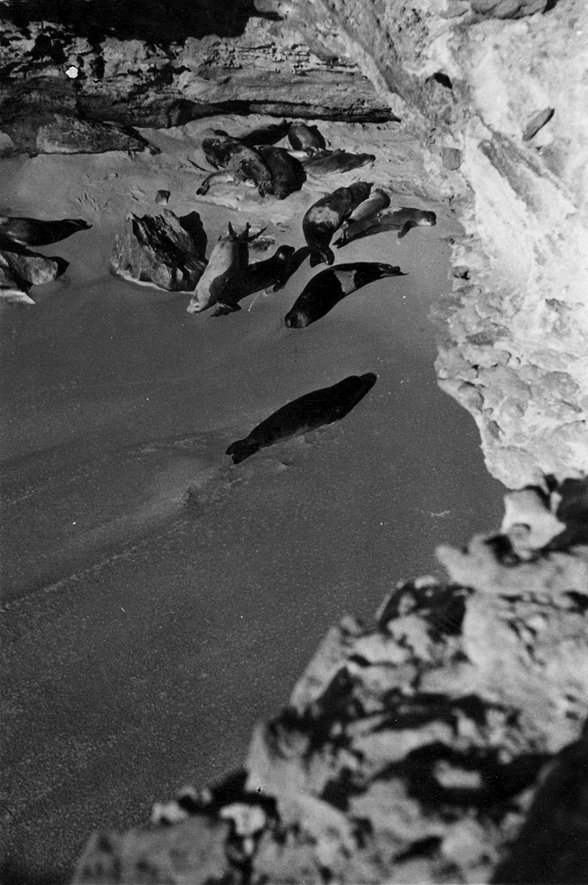
Колонія тюленів-монахів в 1945 році

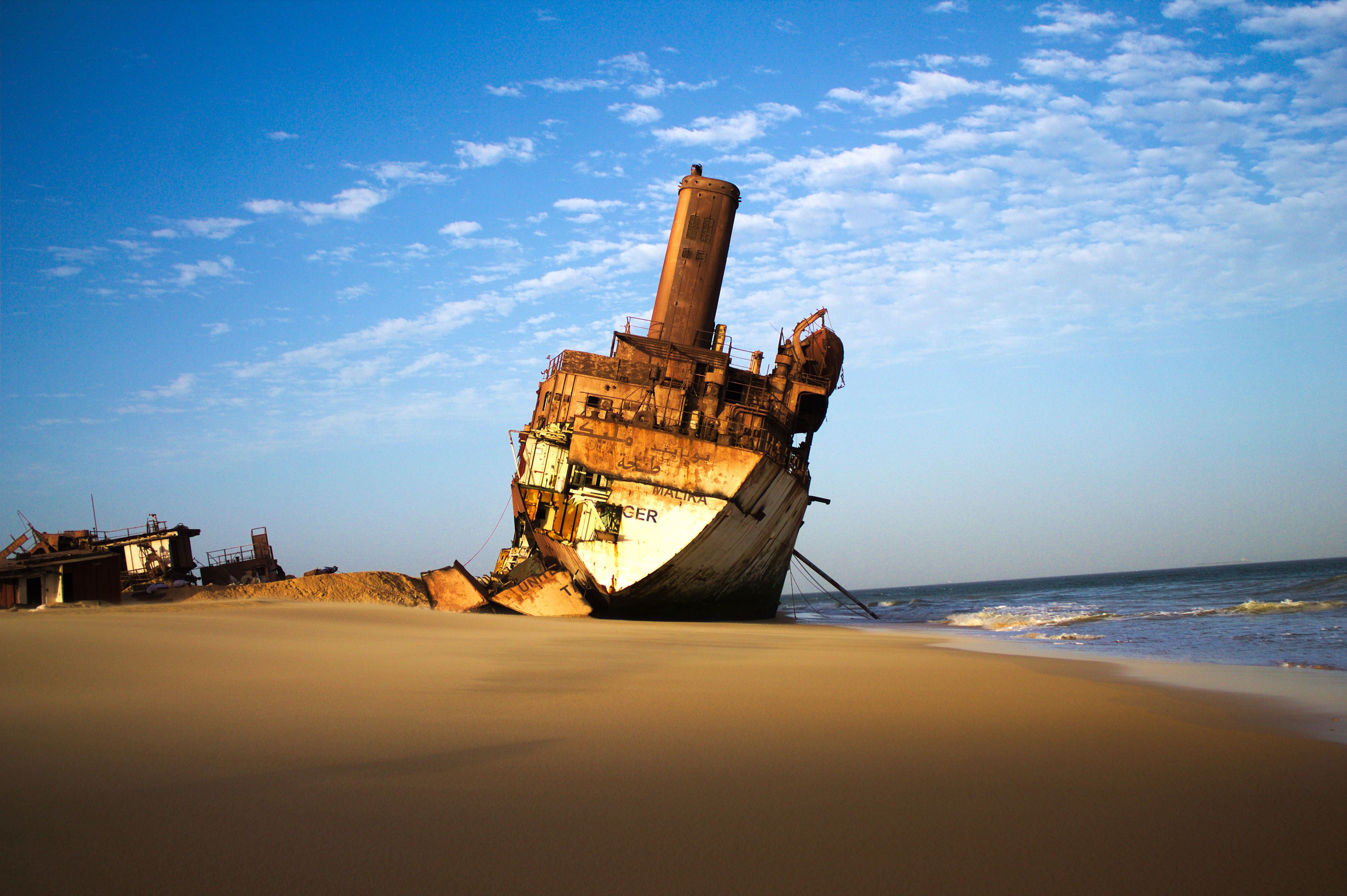
Покинуте судно «United Malika» на мілині на мисі Кап-Блан (травень 2014 р.)

На півострові знаходиться найбільша у світі колонія дуже рідкісних тюленів-монахів. Вона сильно постраждала під час епідемії 1997 року, коли загинуло дві третини з 310 голів. Причини епідемії точно не встановлені. Відтоді популяція повільно збільшується.